# Blåverbena
Blåverbena (Verbena hastata) är en verbenaväxtart som beskrevs av Carl von Linné. Blåverbena ingår i Verbenasläktet, och familjen verbenaväxter.

## Underarter
Arten delas in i följande underarter:
- V. h. hastata
- V. h. scabra

## Bilder

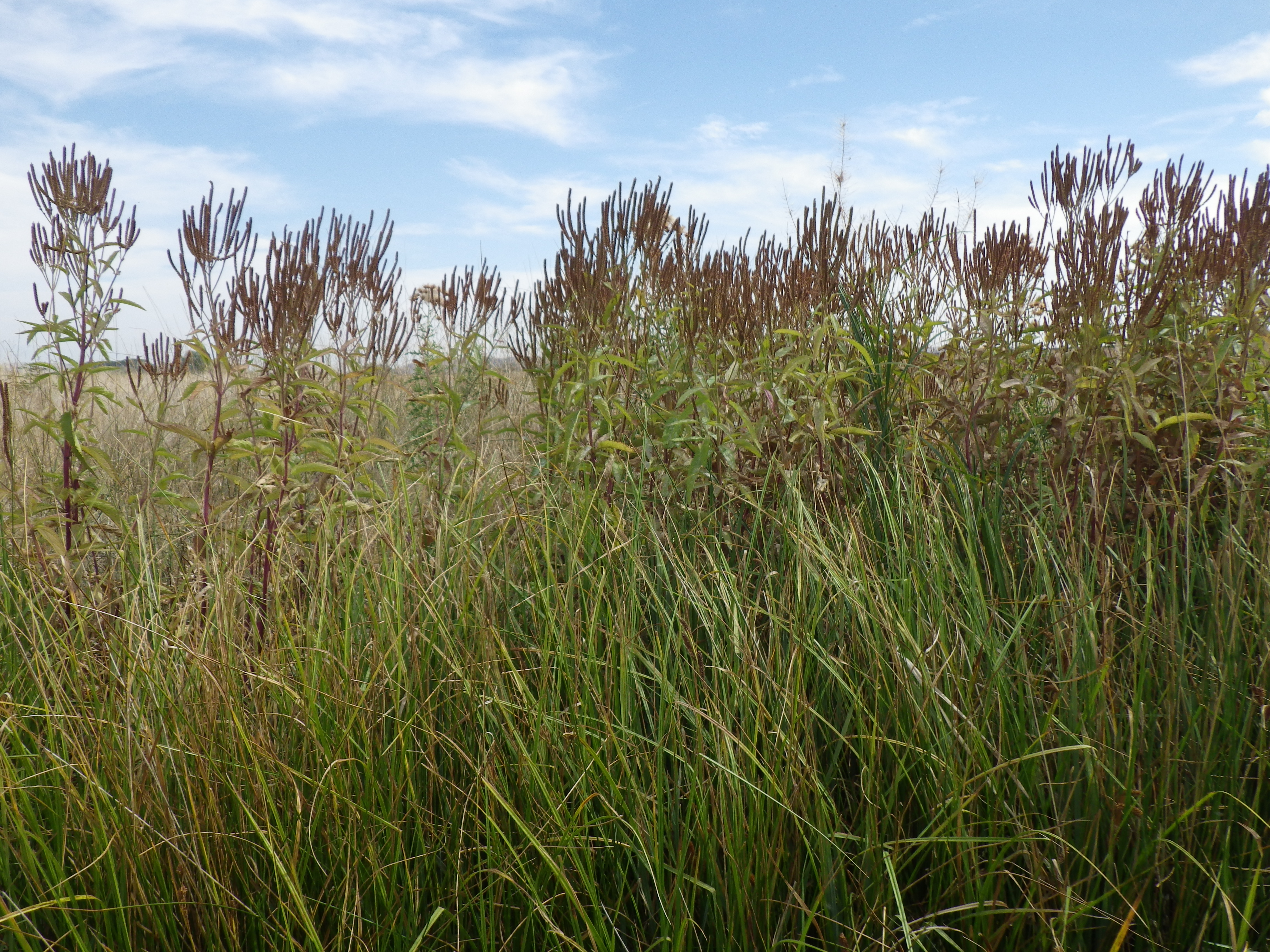
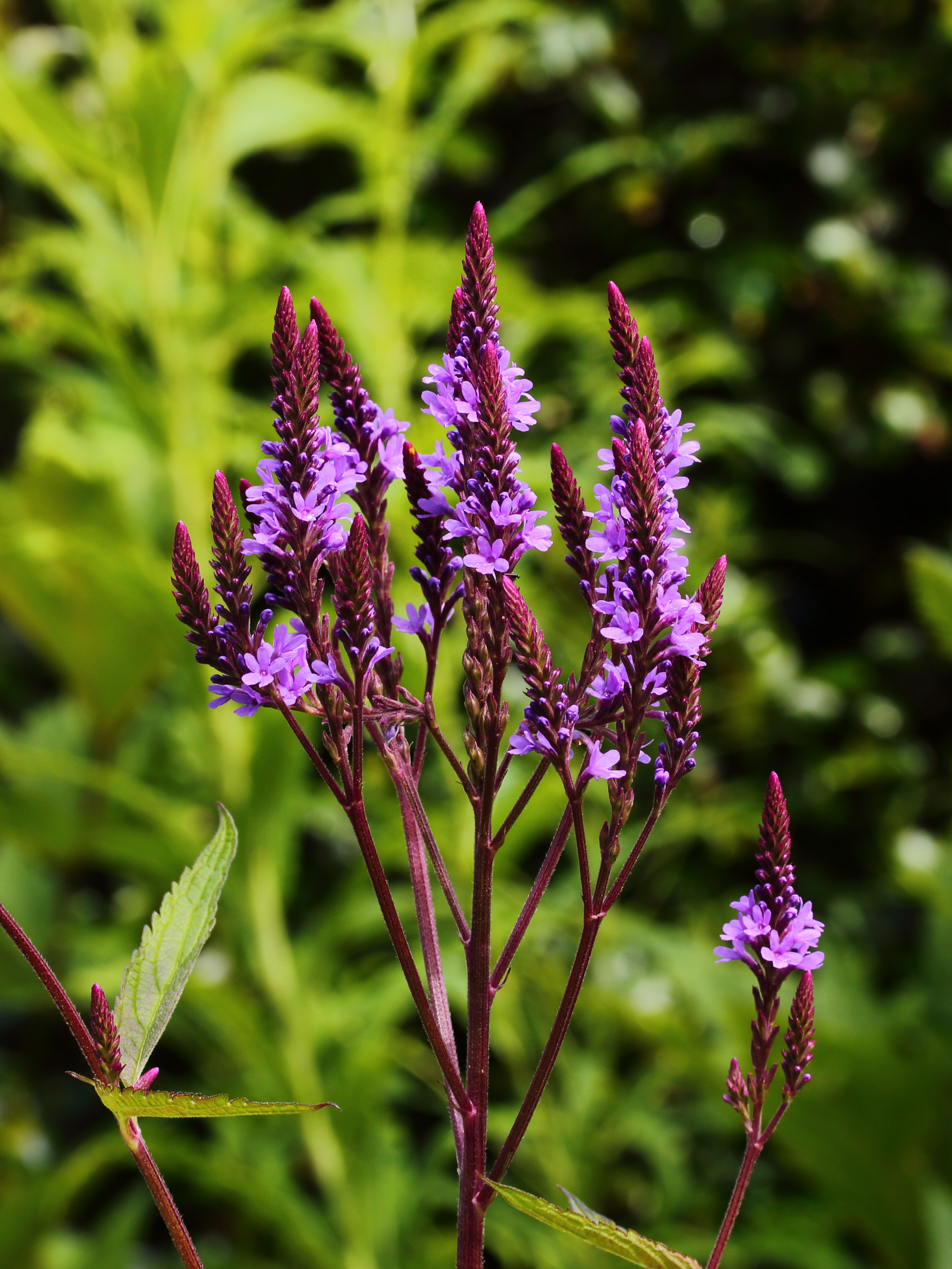
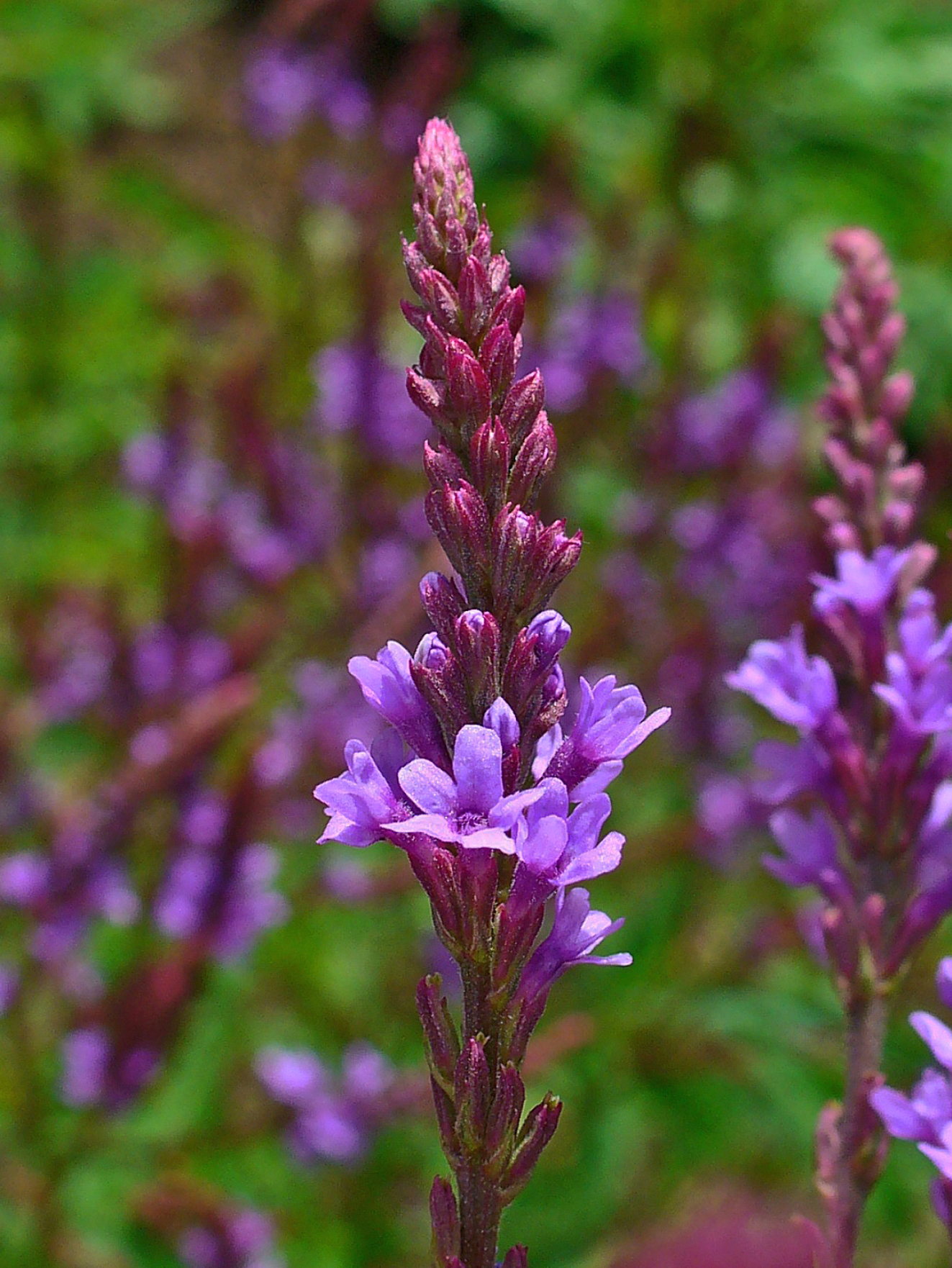